# Легка атлетика на літній Спартакіаді УРСР 1945
Змагання з легкої атлетики на літній Спартакіаді УРСР 1945 року відбулися 23 серпня-3 вересня в Києві на Республіканському стадіоні імені Микити Хрущова. В межах змагань визначались республіканські чемпіони сезону 1945 року.
Результати більшості учасників не перевищували нормативів третього розряду. Було поліпшено лише один рекорд України. Це зробила киянка Любов Канакі, стрибнувши у висоту на 1,51 м. Чемпіонами спартакіади стали в основному легкоатлети, відомі ще з довоєнних років.
У командному заліку 1-е місце з великою перевагою зайняла збірна Києва, 2-е — легкоатлети Харківщини, 3-є — Одещини.

## Медалісти

### Чоловіки
| Дисципліни             | Золото                          | Золото    | Срібло | Срібло | Бронза | Бронза |
| ---------------------- | ------------------------------- | --------- | ------ | ------ | ------ | ------ |
| 100 метрів             | Іван Анисимов Харків            | 11,1      |        |        |        |        |
| 200 метрів             | Іван Анисимов Харків            | 22,7      |        |        |        |        |
| 400 метрів             | Василь Соха Київ                | 53,5      |        |        |        |        |
| 800 метрів             | Федір Куц Київ                  | 2.03,8    |        |        |        |        |
| 1500 метрів            | Олександр Свинухов Львів        | 4.11,8    |        |        |        |        |
| 5000 метрів            | Олександр Свинухов Львів        | 15.38,4   |        |        |        |        |
| 10000 метрів           | Олександр Свинухов Львів        | 38.34,4   |        |        |        |        |
| 110 метрів з бар'єрами | Іван Анисимов Харків            | 15,7      |        |        |        |        |
| 200 метрів з бар'єрами | Іван Анисимов Харків            | 27,1      |        |        |        |        |
| Стрибки у висоту       | Петро Денисенко Дніпропетровськ | 1,70 м    |        |        |        |        |
| Стрибки з жердиною     | Петро Богачик Київ              | 3,70 м    |        |        |        |        |
| Стрибки у довжину      | Микола Пєтухов Львів            | 6,37 м    |        |        |        |        |
| Потрійний стрибок      | Василь Янішевський Київ         | 12,36 м   |        |        |        |        |
| Штовхання ядра         | Микола Виставкін Чернівці       | 12,89 м   |        |        |        |        |
| Метання диска          | Михайло Кондратьєв Харків       | 39,46 м   |        |        |        |        |
| Метання молота         | Микола Виставкін Чернівці       | 41,30 м   |        |        |        |        |
| Метання списа          | Микола Фарбей Київ              | 54,45 м   |        |        |        |        |
| Десятиборство          | Петро Денисенко Дніпропетровськ | 5795 очок |        |        |        |        |

### Жінки
| Дисципліни            | Золото                  | Золото    | Срібло | Срібло | Бронза | Бронза |
| --------------------- | ----------------------- | --------- | ------ | ------ | ------ | ------ |
| 100 метрів            | Катерина Адаменко Київ  | 12,7      |        |        |        |        |
| 400 метрів            | Олександра Ус Одеса     | 1.02,7    |        |        |        |        |
| 800 метрів            | Марія Букрєєва Харків   | 2.23,0    |        |        |        |        |
| 1000 метрів           | Мойсеєнко Суми          | 3.26,1    |        |        |        |        |
| 1500 метрів           | Марія Букрєєва Харків   | 5.03,8    |        |        |        |        |
| 80 метрів з бар'єрами | Зоя Шулякова Харків     | 12,4      |        |        |        |        |
| Стрибки у висоту      | Любов Канакі Київ       | 1,51 м NR |        |        |        |        |
| Стрибки у довжину     | Катерина Адаменко Київ  | 5,08 м    |        |        |        |        |
| Штовхання ядра        | Раїса Близнецова Харків | 11,71 м   |        |        |        |        |
| Метання диска         | Катерина Шангіна Київ   | 36,90 м   |        |        |        |        |
| Метання списа         | Катерина Шангіна Київ   | 26,16 м   |        |        |        |        |
| Метання гранати       | Надія Шапар Миколаїв    | 44,20 м   |        |        |        |        |
| П'ятиборство          | Катерина Адаменко Київ  | 2805 очок |        |        |        |        |